# Presión atmosférica

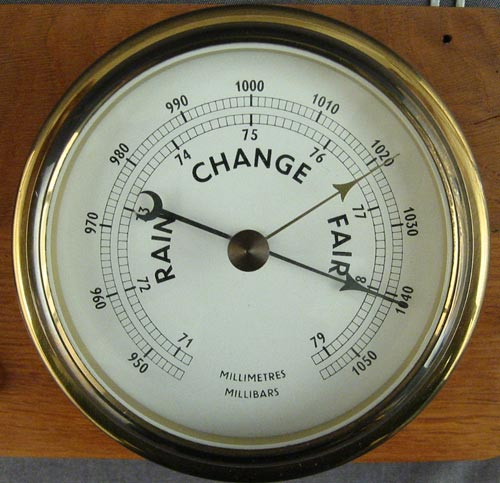
Barómetro aneroide, un instrumento para medir la presión atmosférica. Podemos observar que la mayor presión marcada por el barómetro coincide con el término inglés fair (buen tiempo, anticiclónico, sin nubes o tiempo estable, es decir, sin cambios) mientras que la menor presión indica cambios meteorológicos bruscos, ciclónico, con vientos más o menos fuertes y, muchas veces, lluvias intensas (rain). La zona intermedia corresponde a la presión, también intermedia, ubicada en la zona denominada cambio (change), que indica el cambio del buen tiempo al tiempo nublado y ventoso o lluvioso y viceversa.

La presión atmosférica es la fuerza por unidad de superficie que ejerce el aire que forma la atmósfera sobre la superficie terrestre.
El valor de la presión atmosférica sobre el nivel del mar es de 1013,25 hPa.
La presión atmosférica en un punto coincide densamente con el peso de una columna estática de aire de sección recta unitaria que se extiende desde ese punto. 
Como la densidad del aire disminuye conforme aumenta la altura, no se puede calcular ese peso a menos que pudiera expresarse la variación de la densidad del aire en función de la altitud o de la presión, por lo que no resulta fácil hacer un cálculo exacto de la presión atmosférica sobre un lugar de la superficie terrestre. Además tanto la temperatura como la presión del aire varían continuamente, en una escala temporal como espacial, dificultando el cálculo.
Se puede obtener una medida de la presión atmosférica en un lugar determinado pero de ella no se pueden sacar muchas conclusiones; sin embargo, la variación de dicha presión a lo largo del tiempo permite obtener una información útil que, unida a otros datos meteorológicos (temperatura atmosférica, humedad y vientos), puede dar una imagen bastante acertada del tiempo atmosférico en dicho lugar e incluso un pronóstico a corto plazo del mismo.
En la mayoría de los casos, la presión atmosférica se aproxima a la presión hidrostática causada por el peso del aire sobre el punto de medición. A medida que aumenta la elevación sobre el nivel del mar, hay menos masa atmosférica suprayacente, por lo que la presión atmosférica disminuye al aumentar la elevación. Debido a que la atmósfera es delgada en relación con el radio de la Tierra -especialmente la densa capa atmosférica a bajas altitudes- la  aceleración gravitatoria de la Tierra en función de la altitud puede aproximarse como constante y contribuye poco a esta disminución. La presión mide la fuerza por unidad de superficie, con SI unidades de pascales (1 pascal = 1 newton por metro cuadrado, 1 N/m2). Por término medio, una columna de aire con un área de sección transversal de 1 centímetro cuadrado (cm2), medida desde el nivel medio (promedio) del mar hasta la parte superior de la atmósfera terrestre, tiene una masa de aproximadamente 1. 03 kilogramo y ejerce una fuerza o "peso" de unos 10,1 newtons, lo que resulta en una presión de 10,1 N/cm2 o 101 kN/m2 (101 kilopascales, kPa). Una columna de aire con un área de sección transversal de 1 in2 tendría un peso de aproximadamente 14,7 lbf, lo que resulta en una presión de 14,7 lbf/in2.

## Variaciones de la presión
La presión atmosférica en un lugar determinado experimenta variaciones asociadas con los cambios meteorológicos. Por otra parte, en un lugar determinado, la presión atmosférica disminuye con la altitud, como se ha dicho. La presión atmosférica se vuelve menor a razón de 1 mmHg o Torr por cada 10 m de elevación en los niveles próximos al del mar. En la práctica se utilizan unos instrumentos, llamados altímetros, que son simples barómetros aneroides calibrados en alturas; estos instrumentos no son muy precisos.
La presión atmosférica también varía según la latitud. La menor presión atmosférica al nivel del mar se alcanza en las latitudes ecuatoriales. Ello se debe al abombamiento ecuatorial de la Tierra: la litósfera está abultada en el ecuador terrestre, mientras que la hidrósfera está aún más abultada, por lo que las costas de la zona ecuatorial se encuentran varios km más alejadas del centro de la Tierra que en las zonas templadas y, especialmente, en las zonas polares. Y, debido a su menor densidad, la atmósfera está mucho más abultada en el ecuador terrestre que la hidrósfera, por lo que su espesor es mucho mayor que el que tiene en las zonas templadas y polares. Por ello, la zona ecuatorial es el dominio permanente de altas presiones atmosféricas por razones dinámicas derivadas de la rotación terrestre. También por ello, la temperatura atmosférica disminuye en la zona templada un grado por cada 154 m de altitud en promedio, mientras que en la zona intertropical esta cifra alcanza unos 180 m de altitud.
La presión atmosférica normalizada, 1 atmósfera, fue definida como la presión atmosférica media al nivel del mar, que se adoptó como exactamente 101 325 Pa o 760 Torr. Sin embargo, a partir de 1982, la IUPAC recomendó que, si se trata de especificar las propiedades físicas de las sustancias, la "presión normalizada" debería definirse como exactamente 100 kPa o (≈750,062 Torr). Aparte de ser un número redondo, este cambio tiene una ventaja práctica porque 100 kPa equivalen a una altitud aproximada de 112 metros, que está relativamente cercana al promedio de 194 m de la población mundial.

## Historia

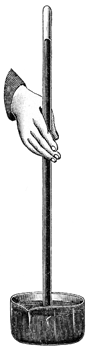
El experimento de Torricelli con un tubo y mercurio.

En la antigüedad estaban lejos de sospechar el peso del aire. Lo consideraban como un cuerpo que por su naturaleza tendía a elevarse, explicándose la ascensión de los líquidos en las bombas por el horror vacui, «horror al vacío», que tiene la naturaleza.
Cuando unos jardineros italianos quisieron elevar agua aspirando con una bomba de hélice, apreciaron que no podían superar la altura de 10,33 m (cerca de 34 pies). Consultado Galileo, determinó este que el horror de la naturaleza al vacío se limitaba con una fuerza equivalente al peso de 10,33 m de agua (lo que viene a ser 1 atm de presión), y denominó a dicha altura altezza limitatíssima.
En 1643, Torricelli tomó un tubo de vidrio de un metro de longitud y lo llenó de mercurio. Manteniendo el tubo cerrado con el dedo, lo invirtió e introdujo en una vasija con mercurio. Al retirar el dedo comprobó que el metal descendía hasta formar una columna cuya altura era 13,6 veces menor que la que se obtenía al realizar el experimento con agua. Como sabía que el mercurio era 13,6 veces más pesado que el agua, dedujo que ambas columnas de líquido soportaban el mismo contrapeso, sospechando que solo el aire era capaz de realizar dicha fuerza.
Luego de la temprana muerte de Torricelli, llegaron sus experimentos a oídos de Pascal, a través del Padre Mersenne, que los dio a conocer por medio de un tratado, actualmente depositado en París. Aunque aceptando inicialmente la teoría del horror al vacío, no tardó Pascal en cambiar de idea al observar los resultados de los experimentos que realizó. Empleando un tubo curvado y usándolo de forma que la atmósfera no tuviera ninguna influencia sobre el líquido, observó que las columnas llegaban al mismo nivel. Sin embargo, cuando permitía la acción de la atmósfera en uno de los ramales, el nivel variaba.

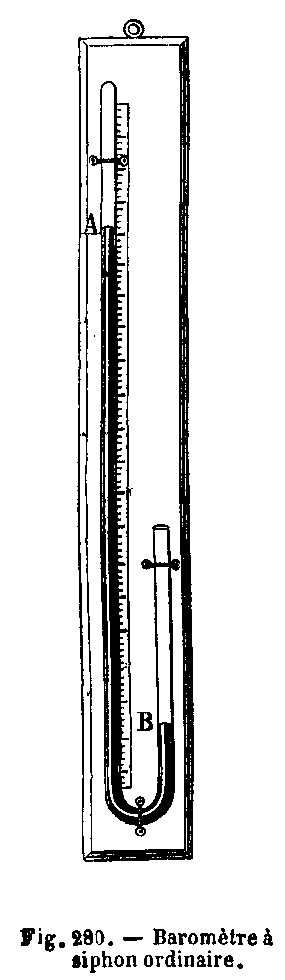
Barómetro de mercurio, como el empleado por Pascal para medir la presión atmosférica.

Estos resultados le indujeron a abordar el experimento definitivo, consistente en transportar el barómetro a distintas altitudes y comprobar si era realmente el peso del aire el que determinaba la ascensión del líquido en el tubo. Al escribir a Perier, uno de sus parientes, el 15 de noviembre de 1647 acerca del experimento proyectado, decía:

Si sucede que la altura de la plata viva es menor en lo alto de la montaña que abajo, se deducirá necesariamente que la gravedad y presión del aire son la única causa de esta suspensión de la plata viva, y no el horror al vacío, porque es verdad que hay mucho más aire que pese al pie de la montaña que en su vértice.

El 19 de septiembre de 1648, Pelier cumplió el deseo de su cuñado y realizó el experimento ascendiendo a la cima del Puy-de-Dôme. Comparando la medida realizada en la cima, situada a una altitud de 500 toesas (cerca de 1000 m), con la de base, tomada por el padre Chastin, hallaron una diferencia de tres líneas y media entre ambas. La idea del horror vacui quedó definitivamente abandonada: el aire pesaba.
No cabe duda del mérito de la realización del experimento; sin embargo, Descartes fue quien, en carta escrita en 1638, doce años antes del experimento de Torricelli, afirmaba ya que:

El aire es pesado, se lo puede comparar a un vasto manto de lana que envuelve la Tierra hasta más allá de las nubes; el peso de esta lana comprime la superficie del mercurio en la cuba, impidiendo que descienda la columna mercurial.

No obstante, el concepto de presión atmosférica no empezó a extenderse hasta la demostración, en 1654, del burgomaestre e inventor Otto von Guericke, quien, con sus hemisferios de Magdeburgo, cautivó al público y a personajes ilustres de la época.

## Presión atmosférica y altura
La altura modifica tanto la temperatura como la presión atmosférica y sus efectos al modificarse la densidad del aire. El fenómeno es muy sencillo: el aire se calienta en contacto con la superficie terrestre, tanto en la parte sólida como en la superficie de los océanos y mares, especialmente, en este último caso. Al calentarse el aire se eleva porque disminuye de densidad y por lo tanto, de presión y asciende hasta equilibrarse la densidad de la columna ascendente del aire con su entorno a un nivel superior. Sin embargo, la comprensión de este proceso es mucho más compleja, ya que las variaciones de la presión no dependen exclusivamente de la altura sino de otros factores como son la mayor o menor humedad o la latitud, que modifica sustancialmente el mayor o menor espesor de la atmósfera por razones dinámicas: este espesor es máximo en la zona ecuatorial debido a la fuerza centrífuga de la rotación terrestre en dicha zona y, por ende, menor en los polos. La relación entre densidad del aire y la altura dio origen al invento del altímetro, que no es sino un barómetro aneroide graduado en metros de altitud en lugar de unidades de presión atmosférica. Pronto se vio que al trasladar el altímetro a lo largo de un meridiano también variaba la presión atmosférica, incluso aunque nos encontrásemos siempre al nivel del mar. La conclusión lógica era que la altura del nivel del mar varía según la latitud, siendo mayor la altura (y por lo tanto, menor la presión), a lo largo del ecuador terrestre, que es la circunferencia equidistante de los polos, formada por los puntos más alejados del centro de la tierra señalando con ello lo que se conoce como el abultamiento ecuatorial de nuestro planeta.
Un vídeo producido por la NASA explica brevemente lo que es la presión atmosférica y por qué los trajes presurizados de los astronautas están rellenos con aire a la presión normal de la Tierra, debido a que en el espacio exterior no hay atmósfera.

## Estabilidad e inestabilidad atmosférica

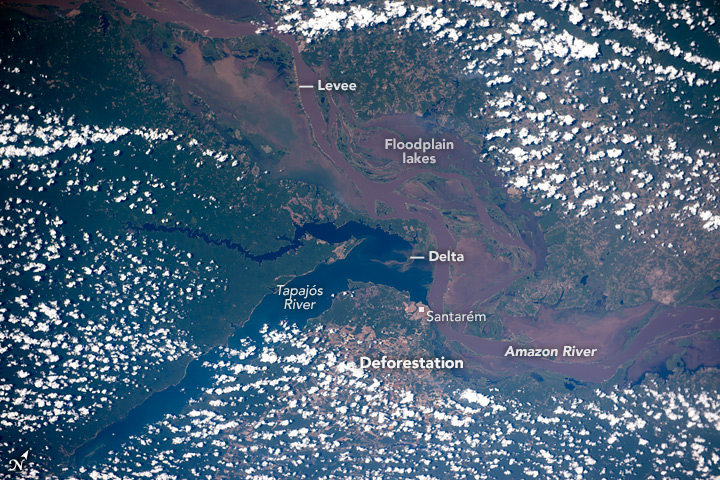
Confluencia del río Tapajós con el Amazonas, mostrando en los cauces y llanuras de inundación respectivas una casi absoluta falta de nubes, lo que indica una zona de estabilidad atmosférica o anticiclónica por el descenso o subsidencia del aire frío que es más pesado. Esta zona anticiclónica que coincide con el curso de los ríos se debe al fenómeno de la diatermancia y a la zona de alta presión sobre los ríos, cuya falta de nubes se debe a que allí no existe convección.

Cuando el aire está frío, se contrae, aumenta la densidad y, por lo tanto, desciende, haciendo aumentar la presión y provocando estabilidad barométrica o anticiclónica: se forma así una zona de calmas, es decir, sin vientos, ya que el aire frío y pesado desciende lentamente en sentido circular y comienza a girar casi imperceptiblemente en sentido horario en el hemisferio norte y antihorario en el hemisferio sur. Se forma, entonces, un anticiclón. Cuando el aire está caliente, asciende, haciendo bajar la presión y provocando inestabilidad. Se forma así un ciclón o borrasca.
Además, el aire frío y el cálido no se mezclan de manera inmediata, debido a la diferencia de densidades; y cuando se encuentran en superficie, el aire frío empuja hacia arriba al aire caliente provocando un descenso de la presión e inestabilidad, por causas dinámicas. Se forma entonces un ciclón, o borrasca dinámica. Esta zona de contacto es la que se conoce como frente.
Un caso muy especial de estabilidad e inestabilidad meteorológicas se presenta durante las horas de la mañana en los grandes ríos y sus zonas de inundación, como puede verse en la imagen satelital de la confluencia del río Tapajós (al sur, identificado por el color oscuro de sus aguas, que indica escasez de sedimentos en suspensión y alta proporción de ácidos húmicos procedentes de la vegetación) con el Amazonas, con aguas de color claro por la gran cantidad de sedimentos arcillosos que contiene. Como se puede ver, la zona anticiclónica no tiene la forma circular típica sino que se puede adaptar a la forma de los ríos. Y la razón de ello, explicada por el fenómeno de la diatermancia es que el agua de los ríos y del suelo a su alrededor, absorbe la radiación solar en horas de la mañana, lo que impide el calentamiento del aire en la zona donde hay agua, bien sea en el cauce o en los suelos a su alrededor. Y durante la noche, el agua está más caliente que el aire y es entonces cuando se forman las nubes que ascienden, invirtiéndose la situación (con nubes en la zona fluvial y sin ellas en las áreas circundantes). Puede verse también que en la zona donde se ha desforestado la selva tampoco hay nubes, ya que la existencia de agua en las riberas de los ríos no está directamente relacionada con la vegetación sino con la cantidad de agua infiltrada en el suelo la cual, en las áreas inmediatas a los ríos está permanentemente asegurada por la alimentación freática de dicho suelo.

## Véase también

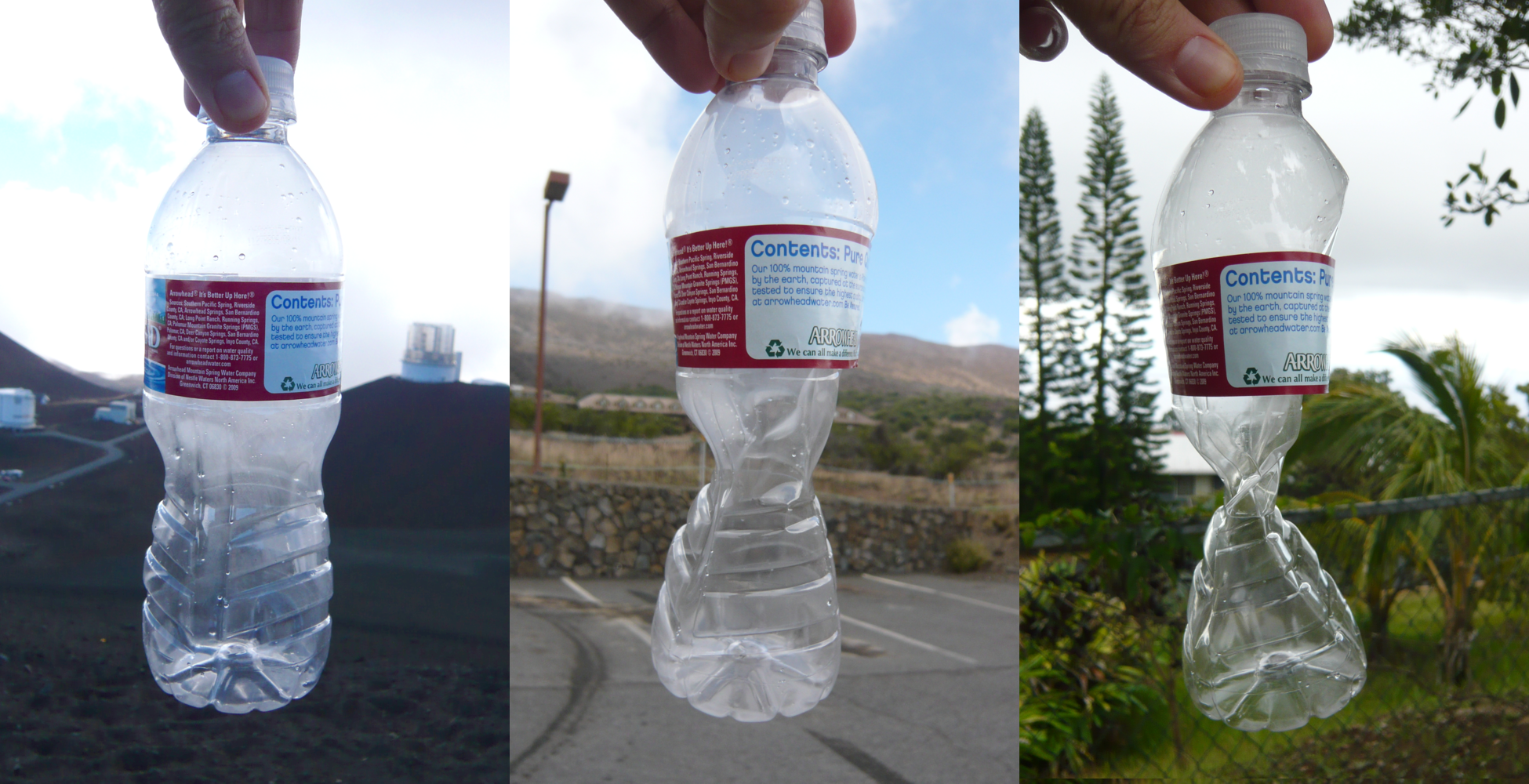
Esta botella de plástico fue sellada a aproximadamente 4.300 metros (14.000 pies) de altitud (foto de la izquierda) y fue aplastada por el aumento de la presión atmosférica, registrada a 2.700 metros (9.000 pies) (foto del centro) y 300 metros (1.000 pies) (foto de la derecha), mientras se bajaba hacia el nivel del mar.